# Ulla Jelpke

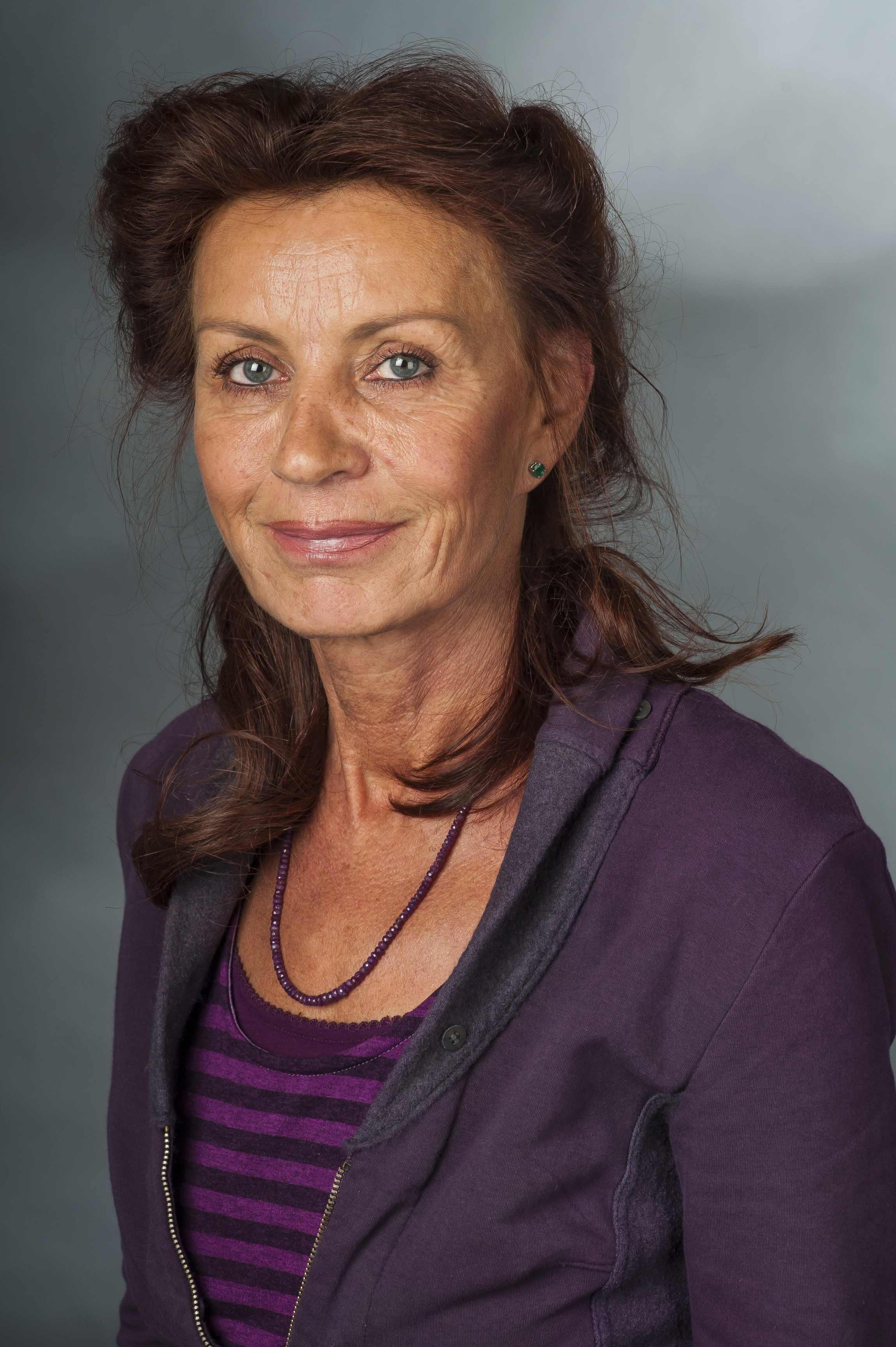
Ulla Jelpke (2014)

Ursula „Ulla“ Jelpke (* 9. Juni 1951 in Hamburg) ist eine deutsche Publizistin und Politikerin (Die Linke, zuvor KB, GAL und PDS).
Von 1981 bis 1989 gehörte sie für die Grün-Alternative Liste (GAL) der Hamburgischen Bürgerschaft an, von 1990 bis 2002 dem Bundestag (parteiloses Mitglied der PDS-Abgeordnetengruppe). Von 2002 bis 2005 war sie Innenressortleiterin der marxistischen Tageszeitung Junge Welt. Von 2005 bis 2021 gehörte sie für die PDS bzw. Linke wieder dem Bundestag an. In ihrer Partei gehörte sie zum „Sprecher*innenrat“ der Strömung „Antikapitalistische Linke“.

## Leben und Beruf
Ulla Jelpke absolvierte Ausbildungen zur Friseurin, zur Kontoristin und zur Buchhändlerin. Ab 1981 arbeitete sie als Strafvollzugshelferin. Über den Zweiten Bildungsweg studierte sie von 1986 bis 1993 an der Hamburger Universität für Wirtschaft und Politik (HWP) und erwarb die Abschlüsse Diplom-Soziologin und Volkswirtin.
Von 2003 bis 2005 arbeitete sie als Ressortleiterin für Innenpolitik bei der Tageszeitung junge Welt. Ulla Jelpke ist auch Mitherausgeberin und Autorin der Zwei-Wochen-Zeitschrift Ossietzky.

## Politik
Ulla Jelpke engagierte sich seit 1968 in der autonomen Frauenpolitik, außerdem in der Umwelt- und Friedensbewegung. Im Jahr 1971 gehörte sie zu den Mitbegründern des Kommunistischen Bundes (KB), dessen Leitungsgremium sie 1982 angehörte. Jelpke gehörte in den 1980ern der Hamburger Grün-Alternativen Liste (GAL) an, für die sie der Hamburger Bürgerschaft angehörte.

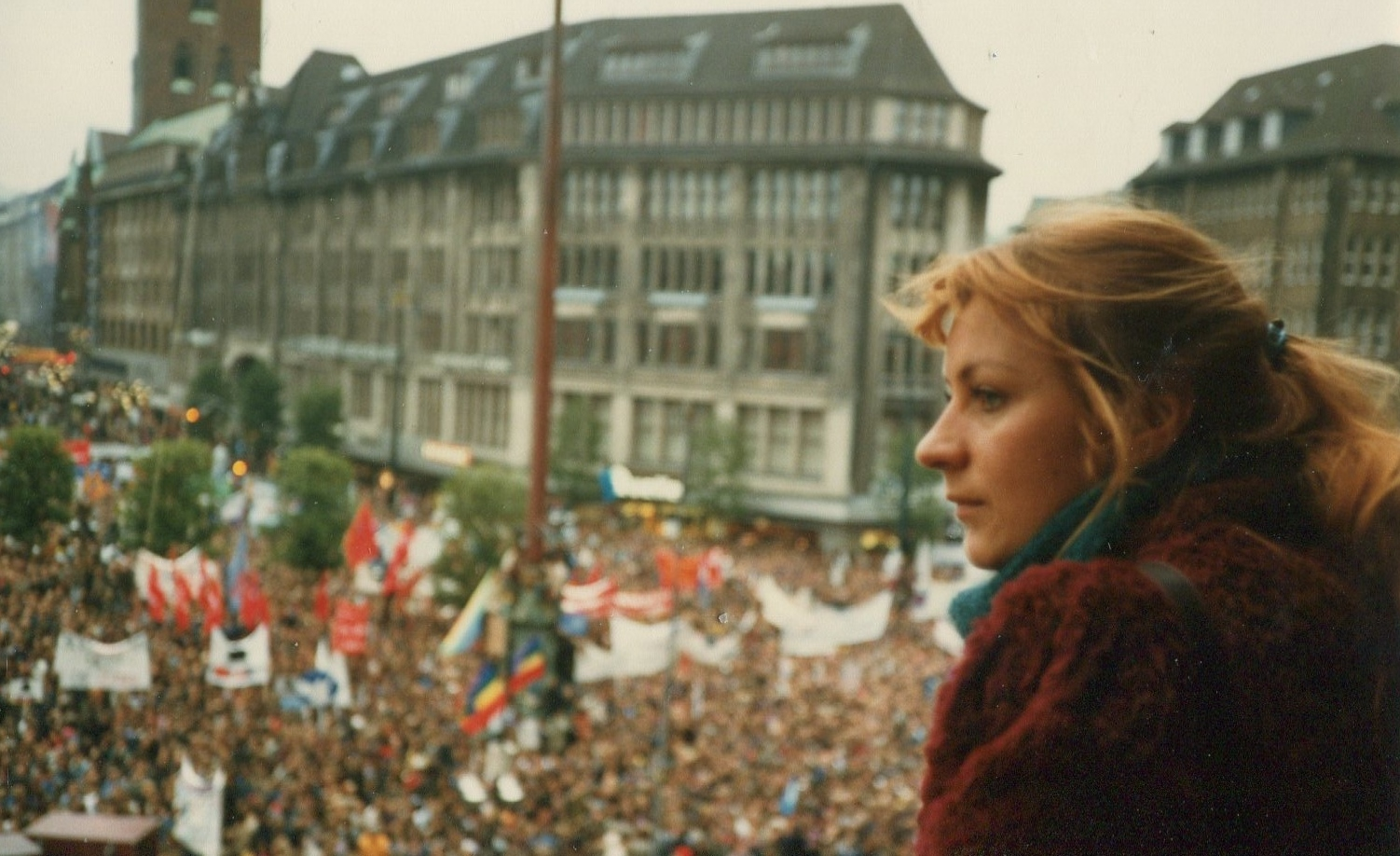
Ulla Jelpke auf einer Friedensdemonstration 1983 in Hamburg

Jelpke wurde von 1981 bis 1989 zweimal zur Abgeordneten für die GAL in die Hamburgische Bürgerschaft gewählt, dort zählte sie zum linken Parteiflügel. Danach trat sie aus der Partei aus und kandidierte bei der Bundestagswahl 1990 auf der Liste der PDS. Sie war von 1990 bis 2002 als parteilose Abgeordnete erstmals Mitglied des Deutschen Bundestages, wo sie der PDS-Abgeordnetengruppe angehörte. In dieser Zeit war sie Vorsitzende der Arbeitsgruppe Innen- und Rechtspolitik und innenpolitische Sprecherin der PDS-Bundestagsfraktion. Seit dem Jahr 2005, in welchem sie auch der PDS beitrat, gehörte sie bis 2021 erneut dem Bundestag an und war hier innenpolitische Sprecherin der Linksfraktion und deren Obfrau im Innenausschuss. Ulla Jelpke wurde stets über die Landesliste Nordrhein-Westfalen in den Bundestag gewählt.
Jelpke ist Mitglied im Verein Rote Hilfe, der linke Aktivisten bei Rechtsangelegenheiten unterstützt.
In ihrer Partei gehört sie seit 2012 zum SprecherInnenrat der Strömung „Antikapitalistische Linke“, die dem linken Flügel zugerechnet wird und u. a. Militäreinsätze konsequent ablehnt. Sie ist zudem Mitglied des Beirats des Bündnis für Demokratie und Toleranz.
Im 19. Deutschen Bundestag war Jelpke Obfrau des Ausschusses für Inneres und Heimat. Zudem gehörte sie als stellvertretendes Mitglied dem Ausschuss für Recht und Verbraucherschutz sowie dem Ausschuss für Menschenrechte und humanitäre Hilfe an.  In all ihren Legislaturperioden stellte sie mehrere hundert Kleine Anfragen, die sie auch als „Behördenerziehung“ verstand. Zur Bundestagswahl 2021 trat sie nicht mehr an.

## Positionen
Jelpke ist Unterstützerin der überwachungskritischen Datenschutzdemonstration „Freiheit statt Angst“ Sie lehnt die Vorratsdatenspeicherung ab und ist gegen einen Einsatz der Bundeswehr im Inneren. Außerdem tritt sie für die Auflösung des Bundesnachrichtendiensts und von Geheimdiensten im Allgemeinen ein.
Weitere politische Ziele von Jelpke sind unter anderem eine höhere Entschädigung der griechischen und italienischen NS-Opfer als auch die Abschaffung von Studiengebühren.
Im Zusammenhang mit der sich ausbreitenden Terrorherrschaft der Gruppe Islamischer Staat  in Syrien und im Irak schloss sie gegenüber dem Deutschlandfunk im Rahmen einer „Strategie gegen diese barbarischen Islamisten“ auch militärische Aktionen nicht aus.
Jelpke gilt als Kritikerin der Asylpolitik in Deutschland und der Dublin-III-Verordnung. Sie attestierte dem Bundesamt für Migration und Flüchtlinge mehrfach eine Unfähigkeit bei der Bearbeitung von Asylanträgen.

### Kontroversen
Im März 2006 nahm Jelpke in einem Interview mit dem Magazin Kontraste Stellung zur Frage, ob es in Kuba Menschenrechtsverletzungen gebe. Dabei erklärte sie, dass es auf Kuba vor allem Menschenrechte gebe, die eingehalten würden. Auf den von einem Redakteur eingeworfenen Hinweis, dass auf Kuba keine Meinungs- und Pressefreiheit herrsche und dass es dort Gefangene gebe, die aus politischen Gründen inhaftiert seien, reagierte sie mit der Antwort: „Ja, aber ich finde das jetzt eine kleinkarierte Diskussion.“ Jelpke selbst behauptet, das Interview sei durch Zusammenschnitt entstellt und ihre Antwort auf diese Weise falsch kontextualisiert worden.
Im Juni 2008 sorgte Jelpke für Schlagzeilen, als sie in einer Bundestagsdebatte über die Reform des Bundeskriminalamts (BKA) äußerte, das neue BKA werde eine „geheim ermittelnde Staatspolizei“. Politiker anderer Fraktionen hielten dies für eine Anspielung auf die Gestapo und somit für einen unangemessenen Nazivergleich. Jelpke bezeichnete dies als „Falschmeldung“. Sie habe vor einer Umwandlung des BKA in eine geheim ermittelnde Staatspolizei gewarnt.
Weil Jelpke gegen das Verbot des kurdischen Senders Roj TV und der Arbeiterpartei Kurdistans (PKK) ist, warfen die CSU-Politiker Joachim Herrmann und Karl-Theodor zu Guttenberg, sowie darauf basierend der Spiegel, ihr vor, Kontakte zur in Deutschland als terroristische Vereinigung verbotenen PKK zu koordinieren. Laut dem CSU-Politiker zu Guttenberg kam es darüber hinaus zu mehreren Treffen von Ulla Jelpke mit Politikern der von der EU als Terrororganisation eingeordneten Partei Batasuna.
2010 sorgte Jelpke für Aufsehen, nachdem sie in einem in der jungen Welt veröffentlichten Grußwort den ehemaligen Agenten der Hauptverwaltung Aufklärung des Ministeriums für Staatssicherheit der DDR für ihren „mutigen Einsatz für den Frieden“ gedankt hatte. Sie würdigte die Arbeit ehemaliger Mitarbeiter für ihren Einsatz bei der Offenlegung und Aufarbeitung ihrer früheren Tätigkeit und kritisierte die „Dämonisierung“ der Stasi. Die Vereinigung der Opfer des Stalinismus warf ihr hieraufhin vor, die Geschichte zu verklären, und Bundestagsabgeordnete von CDU und CSU forderten eine Entschuldigung von Jelpke. Jelpke ergänzte später ihre Aussage unter Berufung auf ein Zitat des ehemaligen US-Präsidenten Bill Clinton: Die Spione auf beiden Seiten hätten dafür gesorgt, dass es zu keinem Ausbruch des Dritten Weltkrieges kam. Es ginge ihr nicht darum, „tatsächlich von Angehörigen des MfS begangene Verfehlungen oder sogar Verbrechen zu verharmlosen, zu verschweigen oder zu rechtfertigen“, da diese „in erster Linie dem Sozialismus schweren Schaden zugefügt“ und „sich oft genug auch gegen subjektiv überzeugte Sozialisten“ gerichtet hätten. Die Bundesstiftung zur Aufarbeitung der SED-Diktatur nannte diese Stellungnahme eine „Entgleisung“ und forderte Konsequenzen von der Linkspartei, da Jelpke auch bei ihrer zweiten Wortmeldung keine Stasiopfer würdigte, die sich nicht zum Sozialismus bekannt hätten.
Das Nachrichtenmagazin Focus berichtete in dem vierseitigen Artikel Späh-Angriff im Parlament? im Januar 2014 unter Berufung auf „Polizei und Verfassungsschutz in Berlin“, dass die Abgeordneten der Linksfraktion Ulla Jelpke, Jan van Aken, Jan Korte und Andrej Hunko eine „Gefahr für die Sicherheit Deutschlands“ wären, weil sie „Insider-Wissen“ an „militante Anti-Militaristen“ weitergegeben haben sollen. Der Vorsitzende des Innenausschusses des Deutschen Bundestages Wolfgang Bosbach wird darin damit zitiert, dass die Weitergabe der Informationen weit über das legitime Interesse an parlamentarischer Kontrolle hinaus gehe: „Unser Verdacht gegen die Linkspartei bestätigt sich – diese Informationen werden von Militanten für den Kampf gegen unseren Staat missbraucht. Und vielleicht muss man auch darüber nachdenken, ob es wirklich immer nur die Fragen von Frau Jelpke sind, die hier gestellt werden […].“ Gemeint war das parlamentarische Recht der Kleinen Anfragen seitens der Opposition – dabei werden sämtliche Antworten der Bundesregierung veröffentlicht und von der Bundestagsverwaltung auf der Internetseite des Parlaments zur Dokumentation eingestellt und von Medien genutzt und verbreitet.
Anfang November 2019 äußerte sich Ulla Jelpke anlässlich einer von der LINKEN Neukölln mitorganisierten Veranstaltung bezüglich des verstärkten Vorgehens der Berliner Polizei gegen mutmaßliche Aktivitäten der organisierten Kriminalität im Milieu arabischer Großfamilien; sie beschuldigte die Politik einer rassistischen Motivation und forderte das Ende der von ihr als „Dreckskampagne“ bezeichneten Strategie. Der Islamwissenschaftler und Experte für Clankriminalität, Ralph Ghadban, bezeichnete ihre Haltung als „verantwortungslos“ und bezichtigte sie durch ihre Aktion der „Sabotage“.

## Publikationen
- als Hrsg.: Mit Links! Drei Jahrzehnte Bundestag – 1990-2021, 2021
- Mit Annelie Buntenbach, Helmut Kellershohn, Dirk Kretschmer (Hrsg.): Ruck-wärts in die Zukunft: Zur Ideologie des Neokonservatismus. Duisburger Institut für Sprach- und Sozialforschung e. V., ISBN 3-927388-64-5.
- Als Hrsg.: Rassismus in Europa. Bonn 1993, ISBN 3-89144-157-6.
- Mit Albrecht Maurer, Helmut Schröder (Hrsg.): Die Eroberung der Akten: Das Stasi-Unterlagen-Gesetz. Entstehung/Folgen. Analysen/Dokumente. Pahl-Rugenstein Verlag Nachfolger-GmbH, Mainz 1992, ISBN 3-89144-154-1.
- Zur Situation im Strafvollzug. Eine Zwischenbilanz. Mainz 1992.
- Vorwort zum Buch: Stammheim – Der Prozess gegen die Rote Armee Fraktion: Die notwendige Korrektur der herrschenden Meinung. Rote Hilfe e. V.
- Als Hrsg.: Das höchste Glück auf Erden. Frauen in linken Organisationen. Aufsätze und Interviews. Buntbuch-Verlag, Hamburg 1981, ISBN 3-88653-028-0.